# Museu de Arte de São Paulo

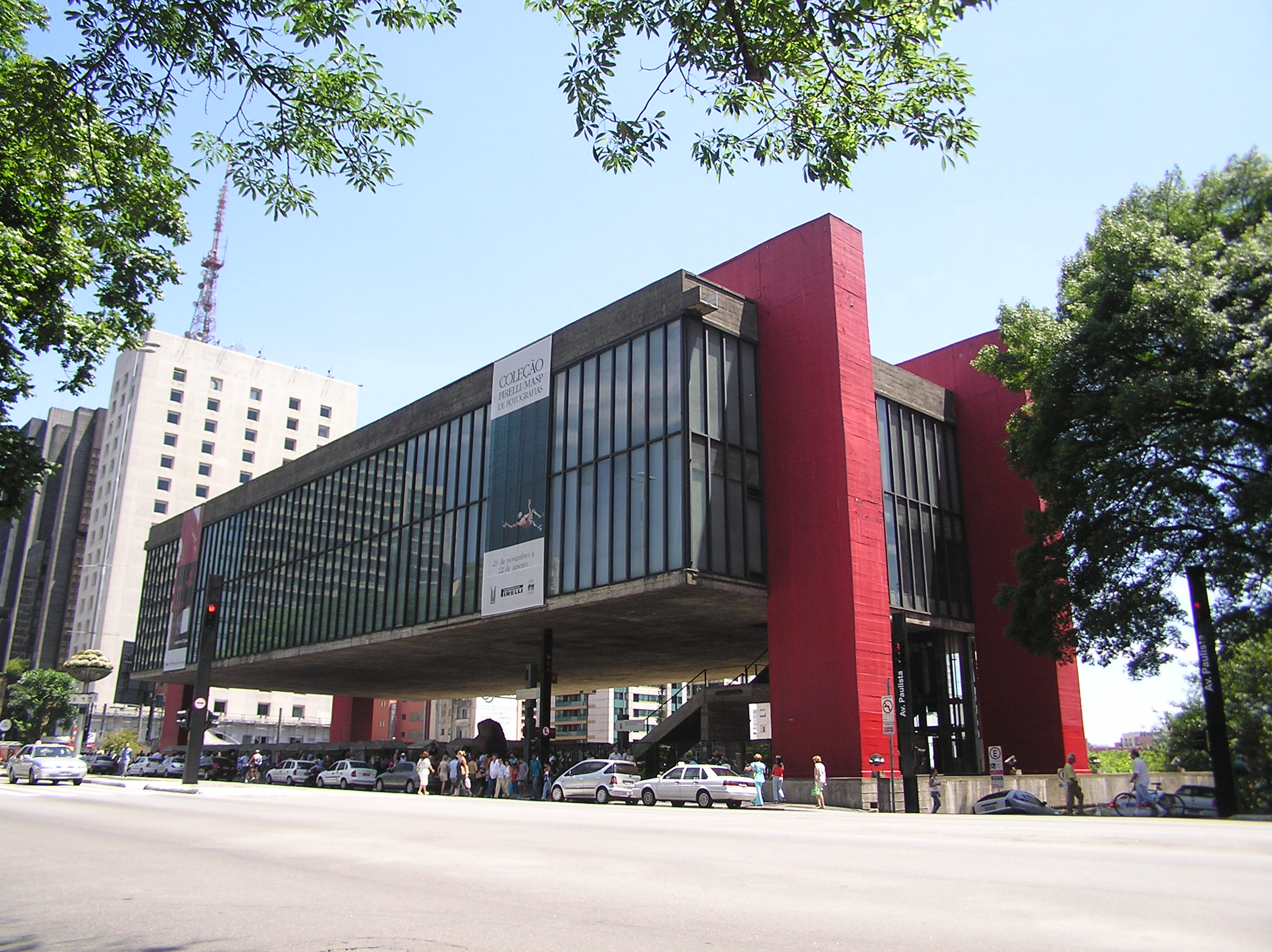
Museu de Arte de São Paulo från Avenida Paulista.

Museu de Arte de São Paulo, är ett konstmuseum i São Paulo, Brasilien som grundades 1947. MASP:s samlingar omfattar verk från Antiken och fram till idag, med tonvikt på sydamerikanska konstnärer. Museet anses som ett av de mest högkvalitativa i Latinamerika.
Byggnaden som hyser museet ritades av arkitekten Lina Bo Bardi och invigdes 1968. Huset är ett känt landmärke i São Paulo och är uppfört i brutalistisk stil i rå betong och fundament i en karaktäristisk, röd kulör. Idag klassas den som byggnadsminne.